# グランプリ・ハーニング
グラン・プリ・ハーニング（Grand Prix Herning）は例年4月下旬、デンマーク、ハーニングで開催される、自転車競技、ロードレースにおける、ワンデイレースの名称。UCIヨーロッパツアー1.1カテゴリである。
通称、GLS・エクスプレス・グラン・プリ・イ・ハーニング（GLS Express Grand Prix i Herning）と呼ばれる。 

## 歴代優勝者
| 年   | 優勝者                     |
| ---- | -------------------------- |
| 1992 | クラウス・ミカエル・メラー |
| 1993 | デニス・ラスムセン         |
| 1994 | ブライアン・スミス         |
| 1995 | フレデリック・モンカサン   |
| 1996 | ビャルヌ・リース           |
| 1997 | ビャルヌ・リース           |
| 1998 | ビャルヌ・リース           |
| 1999 | ミカエル・サンドステッド   |
| 2000 | ミカエル・サンドステッド   |
| 2001 | ルディ・ケンナ             |
| 2002 | ルディ・ケンナ             |
| 2003 | フランク・ヘイ             |
| 2004 | フランク・ヘイ             |
| 2005 | ミカエル・ブラウドズン     |
| 2006 | アラン・ヨアンセン         |
| 2007 | クルトアスル・アルヴェセン |
| 2009 | レネ・イェーンセン         |
| 2010 | アレックス・ラスムセン     |
| 2011 | トロエルス・ウィンター     |
| 2013 | ラーセ・ノーマン・ハンセン |